# Тоскични шок синдром
Токсични шок синдром (ТШС)   је ретко, али озбиљно стање узроковано одређеним сојевима бактерија, код кога  су  захваћена три или више органска система. Често се повезује са употребом тампона, али може утицати на било кога. Узрокује га ширење токсина кроз крвоток, узрокујући озбиљно оштећење органа или смрт. Симптоми могу укључивати грозницу, осип, перутање коже и низак крвни притисак, али и симптоме повезане са специфичном основном инфекцијом као што су маститис, остеомијелитис, некротизирајући фасциитис или пнеумонија.
Токсични шок синдром обично изазивају бактерије типа Streptococcus pyogenes и Staphylococcus aureus мада могу бити укључени и други сојеви бактерија. Стрептококни токсични шок синдром се понекад назива синдромом сличан токсичном шоку (ТСЛС). Основни механизам укључује производњу суперантигена током инвазивне инфекције стрептококом или локализоване инфекције стафилококом.  Фактори ризика за стафилококни тип укључују употребу веома упијајућих тампона, лезије коже код мале деце које карактеришу грозница, низак крвни притисак, осип, повраћање и/или дијареја, и мултиорганска инсуфицијенција.  Дијагноза се обично заснива на симптомима.
Лечење укључује интравенске течности, антибиотике, инцизију и дренажу било ког апсцеса, и евентуално интравенски имуноглобулин.. Потреба за брзим уклањањем инфицираног ткива путем операције код оних са стрептококом, иако се обично препоручује, слабо је поткријепљена доказима. Неки препоручују одлагање хируршког дебридмана.  Укупан ризик од смрти је око 50% код стрептококне болести и 5% код стафилококне болести. Смрт може наступити у року од два дана.

## Епидемиологија
Тоскични шок синдром на глобалном нивоу погађа 1 од 100.000 особа. Чешћи је код особа женског пола, али може утицати на било кога. Све до 1990-их, најчешће се повезивао са разбољевањема особа које су користили супер-упијајуће тампоне током менструалног периода.
У Сједињеним Америчким Државама, стрептококни ТШС се јавља у око 3 случаја на 100.000 становника годишње, а стафилококни ТШС у око 0,5 на 100.000 становника годишње. Ово стање је чешће у земљама у развоју.  Први пут је описан 1927. године,  јада је утвржена његова повезаности са тампонима који веома упијају, па су ови производи касније уклоњени из продаје.
Морталитет је око 3% до 7%, а узроци су низак кервни притисак отпоран на лечење, развој оштећења плућа код одраслих (акутни респираторни дистрес синдром (АРДС) и згрушавање крви у крвним судовима (дисеминована интраваскуларна коагулација). 

## Етиопатогенеза
Већина случајева ТШС  је узрокован токсином који производе Staphylococcus aureus  (стафилококна инфекција) и Streptococcus pyogenes ( инфекција стрептококама групе А ). Clostridium sordellii  такође може изазвати ТШС, али је мање уобичајен.
У нормалним околностима, ове бактерије живе на кожи или на  слузокожама (као што су грло или уста) без изазивања штетних ефеката. Међутим, под одређеним условима, неки сојеви бактерија могу почети брзо да расту и размножавају се и производе токсине.
Када се користите тампони, бактерија Staphylococcus aureus  може да остане заробљена у родници и да уђе у материцу преко грлића материце. Тада бактерије могу расти на тампонима, посебно ако се не мењају довољно често. Бактерије такође могу расти ако је менструални ток слаб а користите се суперупијајући тампони. Тампони такође могу изазвати ситне посекотине у родници, кроз коије бактерије могу ући у крвоток.
Остављање тампона предуго није једини начин да добије ТШС. Јер и све што остане у родници и дуже од препорученог времена може повећати ризик од синдрома токсичног шока. Ово укључује контрацепцију као што су цервикалне капице, сунђери или дијафрагме, или менструалне чаше (чаше које се користе током менструације).
Токсични шок синдром може настати и када бактерије уђу у крвоток кроз отворене ране, посекотине или ране на телу ( инфекције коже, операције, порођај  или после царског реза, крварења из носа које захтева упаковану газу да би се зауставило крварење, инфекције ткива, упале плућа, после грипа и ређе после примарне стафилококне бактеријемије (присуства бактерија у крви).
| Узрочник                                    | Основне информације |
| ------------------------------------------- | --- |
| Staphylococcus aureus (стафилокок)          | Ова бактерија обично живи на човековом телу. Може ући у крвоток кроз ране на кожи и мале лезије у родници током коришћења тампона.                                                                      |
| Streptococcus pyogenes (стрептокок групе А) | Ова врста бактерије изазива синдром токсичног шока код људи који су недавно имали стрептокок у грлу, шарлах, импетиго или друге инфекције узроковане стрептококном групе А.                             |
| Clostridium sordellii (клостридија)         | Бактерија која се обично налази у родници улази у материцу током менструације, порођаја или других гинеколошких процедура. Интравенска употреба лекова такође може изазвати инфекцију овом бактеријом . |

### Инкубација
Почетак симптома је обично изненадан. ТШС се обично јавља у року од неколико дана након што бактерије уђу у крвоток. То не значи да ће се синдром токсичног шока јавити сваки пут када нека особа има  стафилококну или стрептококну инфекцију, или да оболети од ТШС  ако остави тампон дуже од осам сати, али су студије показале да продужена употреба тампона промовише производњу штетних бактерија.

## Клиничка слика
Tоксичнi шок синдроме обичнонастаје изненада, око почетка менструације код младих жена које користе тампоне или дијафрагме за контрацепцију. Знаци инфекције могу бити минимални код пацијената са инфекцијама хируршке ране, код којих се почетак болести обично јавља другог дана након операције. ТШС се такође описује као болничка инфекција.
Клиничка слика ТШС  варирати у зависности од врсте бактерија и токсина које оне производе, и  укључује:
- Изненадну високу температуру,осећај хладноће, болове у телу и друге симптоме сличне грипу.
- Мучнину или повраћање.
- Воденасту столицу (дијареј)
- Осип који подсећа на опекотине од сунца или црвене тачке на кожи.
- Вртоглавицу или несвестицу
- Низак крвни притисак (хипотензију).
- Црвенило у очима (коњунктивитис  и грлу (фарингитис).
- Пилинг коже на табанима или длановима.

- Оштећење функције бубрега и јетре, појачан проток крви кроз слузокоже, смањен број тромбоцита (тромбоцитопенија),
- Дезоријентацију.

## Дијагноза
Неки од начина на основу којих се поставља дијагноза токсичног шок синдрома су:
- Тестови крви или урина да би се утврдило која врста бактерије или вируса је присутна.
- Физички преглед роднице.
- Узорковање културе ткива из роднице, грлића материце или грла како би се обавила анализа на присуство бактерија Staphylococcus aureus  (стафилококна инфекција) и Streptococcus pyogenes ( инфекција стрептококама групе А ).
- Узорковање ткиво из ране или инфекције (за дијагнозу неменструалног ТШС).

Ако су симптоми озбиљни или су узнапредовали, раде се следећи тестови како би проверио здравље других органа:
- компјутеризована томографија.
- радиграфија грудног коша
- пункција кичменог канала (лумбална пункција).

## Терапија
Терапија захтева обавезну хоспитализацију у јединицама интензивног лечења због потенцијално опасне по живот . Све тампоне или средства за контрацепцију треба одмах уклонити из роднице ако се сумња да је то узрок ТШС. Затим ћсе ппримењује  интравенска терапија течностима и евентуално примена екова за подизање крвног притиска ако је низак.
Стандардни третман за инфекцију стафилококом или стрептококом укључује интравенску примену антибиотика,  који помажу у контроли раста бактерија, али неће елиминисати токсине који су се већ накупили у телу.
Лечење ТШС може укључивати:
- Антибиотике  за лечење инфекције.
- Пречишћена антитела узета из дониране крви (позната као удружени имуноглобулин) који помаже телу да се бори против инфекције.
- Кисеоник за помоћ при дисању.
- Течности за спречавање дехидрације и оштећења органа.
- Лек који помаже у контроли крвног притиска.
- Дијализа ако су бубрези престану да функционишу.
- Оперативно уклањања мртвог ткива (укључујући и ампутацију захваћеног подручја).

## Компликације
Токсични шокк синдром је озбиљан и опасан по живот. Симптоми могу брзо напредовати и неопходно је хитно лечење. Ако се ТШС не лечи адекватно и правовремено може доћи до отказивања органа ампутације удова и смрти.